# Небольсина, Вера Николаевна
Вера Николаевна Небольсина (р. 1 марта 1958) — оперная и концертно-камерная певица (лирико-драматическое сопрано), педагог; Заслуженная артистка России, Заслуженная артистка республики Коми; профессор кафедры «Академическое пение» ГМПИ им. М. М. Ипполитова-Иванова.

## Биография
В 1982 году с отличием окончила Горьковскую консерваторию им. М. И. Глинки по классам Заслуженного деятеля искусств профессора Е. Г. Крестинского (сольное пение) и Народного артиста России С. Б. Яковенко (камерное пение). В 1990 году стажировалась в Ленинградской консерватории (класс Заслуженной артистки России Н. А. Серваль).
Выступала на ведущих оперных сценах страны. С 2004 года преподаёт на кафедре «Академическое пение» ГМПИ им. М. М. Ипполитова-Иванова.
Организует концерты в Институте русского языка им. А. С. Пушкина (цикл «Учитель и ученики»), концерты камерной музыки на ведущих камерных площадках Москвы и Московской области (малый и большой залы ЦДУ, Музей-усадьба Коломенское, дворец Н. А. Дурасова, галереи «Нагорная» и Зураба Церетели, большой и выставочный залы ЦДРИ, Московский дом архитектора, дома-музеи Л. Толстого и А. Чехова, Дом кино и др.). В 2009 году создала Артистический салон «Содружество муз», проводящий образовательные программы с участием талантливых художников, артистов, поэтов, деятелей науки и искусства. Ведёт «Творческую гостиную Веры Небольсиной и её друзей» в Региональной общественной организации «Творческое содружество — мост дружбы».

### Семья
Муж — Василий Васильевич Небольсин, дирижёр.
Сын — Павел Небольсин, пианист; женат на сопрано Венере Гимадиевой, солистке Большого театра (2011—2017).

## Творчество
Солировала в оперных театрах Нижнего Новгорода, Перми, Сыктывкара, Уфы. В качестве приглашённой солистки выступала в Московском театре оперетты, солистка Москонцерта (2005−2011). Выступала с известными дирижёрами В. В. Бойковым (Нижегородский государственный театр оперы и балета, «Евгений Онегин», 1980), В. А. Рыловым (Пермский академический театр оперы и балета им. П. И. Чайковского, «Пиковая дама» — 1982), Ю. Проскуровым (Государственный театр оперы и балета Республики Коми, «Графиня Марица», «Сильва» — 1985, «Перикола» — 1989), В. В. Небольсиным (Башкирский театр оперы и балета, «Князь Игорь», Государственный театр оперы и балета Республики Коми, «Прекрасная Елена» — 1989).
Творческое содружество связывает певицу с такими известными композиторами, как А. Муравлев, И. Юсупова, В. Казенин, Л. Лядова, А. Корчмар. Партнерами Небольсиной на оперной сцене Небольсиной были А. Мищевский, А. Ломоносов, Н. Путилин, В. Галузин, Г. Васильев, Ю. Главацкий, В. Ванеев
Вере Небольсиной присуждена высшая квалификационная категория «Мастер сцены». В репертуаре певицы свыше 25 оперных партий русского и западного репертуара, 20 партий героинь классических оперетт, широкий концертно-камерный репертуар.

## Педагогическая деятельность
С февраля 2004 года преподаёт сольное и камерное пение, историю вокального исполнительства и курс «Прохождение оперных партий» в ГМПИ им. М. М. Ипполитова-Иванова; доцент (2018) по специальности «Музыкальное искусство».
Многие из ее учеников являются дипломантами и лауреатами международных фестивалей и конкурсов. На XV и XXII Международном вокальном конкурсе «Bella voce» в 2007 и 2018 гг., Москва, и на Международном конкурсе «Искусство XXI века» в 2011 г., Киев-Ворзель, В. Н. Небольсина была награждена благодарственными грамотами «За профессиональную подготовку лауреатов». Признанием вокального и педагогического мастерства Небольсиной было приглашение в состав жюри II Международного конкурса «Современное искусство и образование» в 2007 году, Руза, в двух номинациях — «Сольное пение» и «Педагог-исполнитель XXI века». Она также была членом жюри Международного форума классической музыки в 2017 году, Москва, Всероссийского конкурса исполнителей русской песни в Брянске в 2017 году и I Всероссийского вокального конкурса имени М. М. Ипполитова-Иванова в 2018 году, Гатчина. Среди ее учеников такие исполнители, как Венера Гимадиева, Татьяна Рягузова, Светлана Полянская, солистка Иркутской филармонии Мария Тощева, солистка Московского театра мюзикла Анна Гученкова, руководитель хора Музыкального театра им. Станиславского и Немировича-Данченко Владимир Судаков.
Проводит мастер-классы и творческие встречи в музыкальных училищах Москвы и Московской области, в Саратове, Уфе, Туле, Казани, Саранске, Петрозаводске, Егорьевске, Брянске.
Член-корреспондент РАЕН в области искусства и образования (2000).

### Избранные труды
- Небольсина В. Н. О роли пианиста-концертмейстера в работе с певцом // Сб. науч. тр. / ГМПИ им. М. М. Ипполитова-Иванова. — М., 2017. — Вып. 9.
- Небольсина В. Н. Размышление о профессии певца: Учеб. пособие. — СПб.: Планета Музыки, 2017. — 104 с. ISBN 978-5-8114-2835-9
- Беллини В. Сборник камерно-вокальных произведений для голоса и фортепиано / Перевод: В. Н. Небольсина; Ред.: С. Ю. Малахов. — Планета музыки, 2018. — 84 с. ISBN 978-5-8114-3102-1

## Награды и признание
- Лауреат международного и всероссийских конкурсов оперных певцов
- Заслуженная артистка России
- Заслуженная артистка Республики Коми
- Медаль княгини Е. Р. Дашковой «За служение Свободе и Просвещению» (2002)
- Награда РАЕН «За заслуги» (2008) — за вклад в развитие и сохранение культуры России